# Grigorij Javlinskij
Grigorij Alexejevič Javlinskij (rusky Григорий Алексеевич Явлинский; * 10. dubna 1952, Lvov) je ruský liberální ekonom a politik ukrajinského původu, bývalý předseda liberálního opozičního politického hnutí Jabloko. Jde o prozápadně orientovaného liberálního politika.

## Život
V roce 1992 mu tehdejší ruský prezident Boris Jelcin nabízel funkci předsedy vlády Ruské federace, on tuto nabídku odmítl a předsedou vlády se tehdy stal Jegor Gajdar.
V roce 1996 neúspěšně kandidoval na funkci prezidenta Ruské federace, tehdy získal celkem 7,3 % hlasů, což znamenalo 5,5 milionu voličů, znova pak v roce 2000 kdy obdržel 5,8 % hlasů, což je přesně 4 351 450 voličů.
V letech 1993–2008 byl předsedou politické strany Jabloko. Několikrát vystoupil i na pražské konferenci Forum 2000.
Při útoku v moskevském divadle na Dubrovce se Javlinskij nacházel v Tomsku. Okamžitě jak se dozvěděl o události, nastoupil na letadlo a přiletěl do Moskvy. Zde 24. října sám vyjednával s teroristy celých 50 minut. Podařilo se mu vyjednat, aby bylo propuštěno 8 dětí, které z divadla sám vyvedl.

## Reference

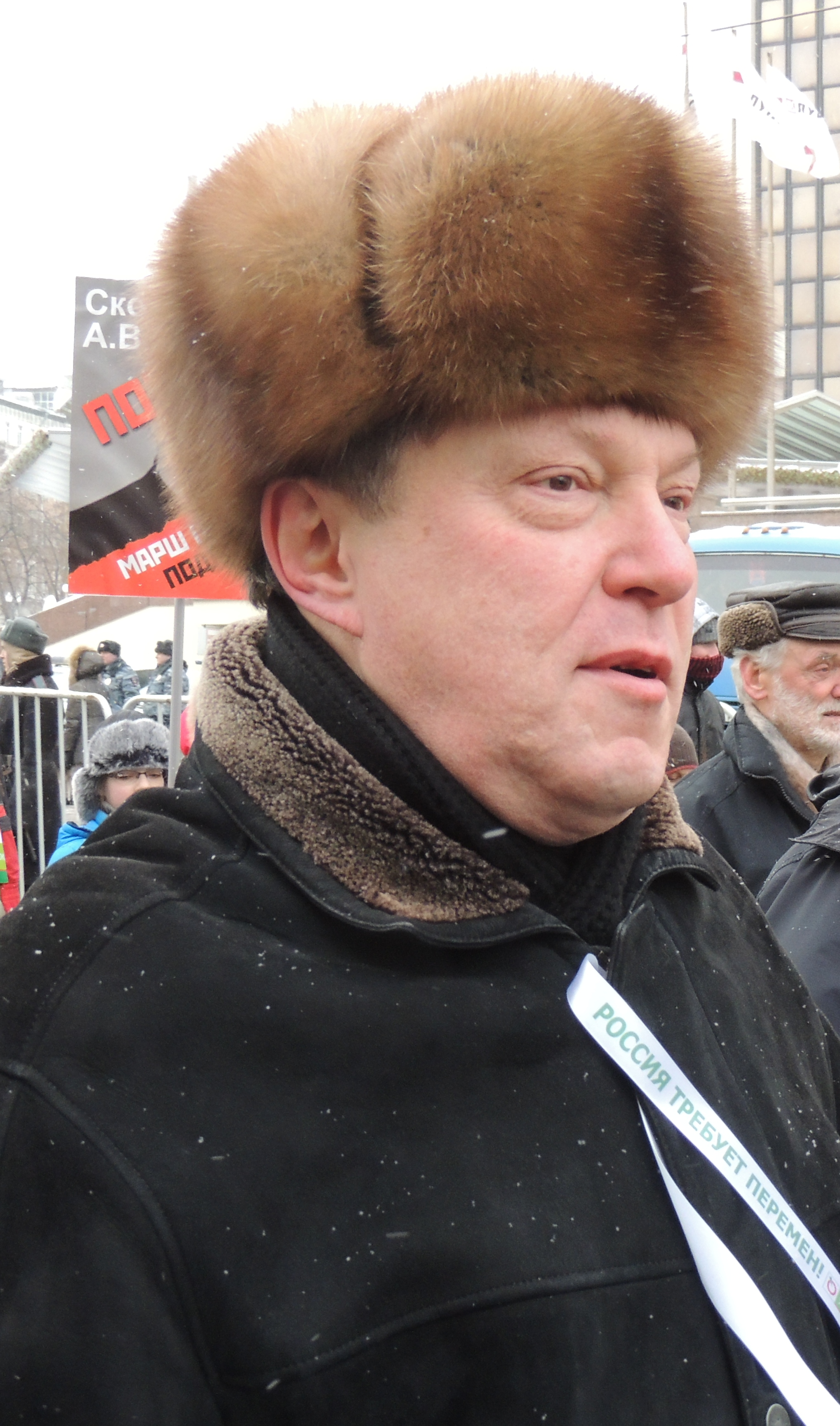
Grigorij Alexejevič Javlinskij v Moskvě (2013)